# David Torn
David Torn (* 26. Mai 1953 in Amityville, Long Island, New York) ist ein US-amerikanischer Jazz-Gitarrist und Komponist.

## Leben und Wirken
Torn erhielt seine musikalische Ausbildung bei Leonard Bernstein (Music for young people) sowie John Abercrombie, Pat Martino, Paul Weiss und Arthur Basile. Er begann seine professionelle Karriere in den 1970er Jahren in der Zobo Fun Band und wurde in den 1980er Jahren bekannt als Mitglied der Everyman Band und von Jan Garbareks Quartett.

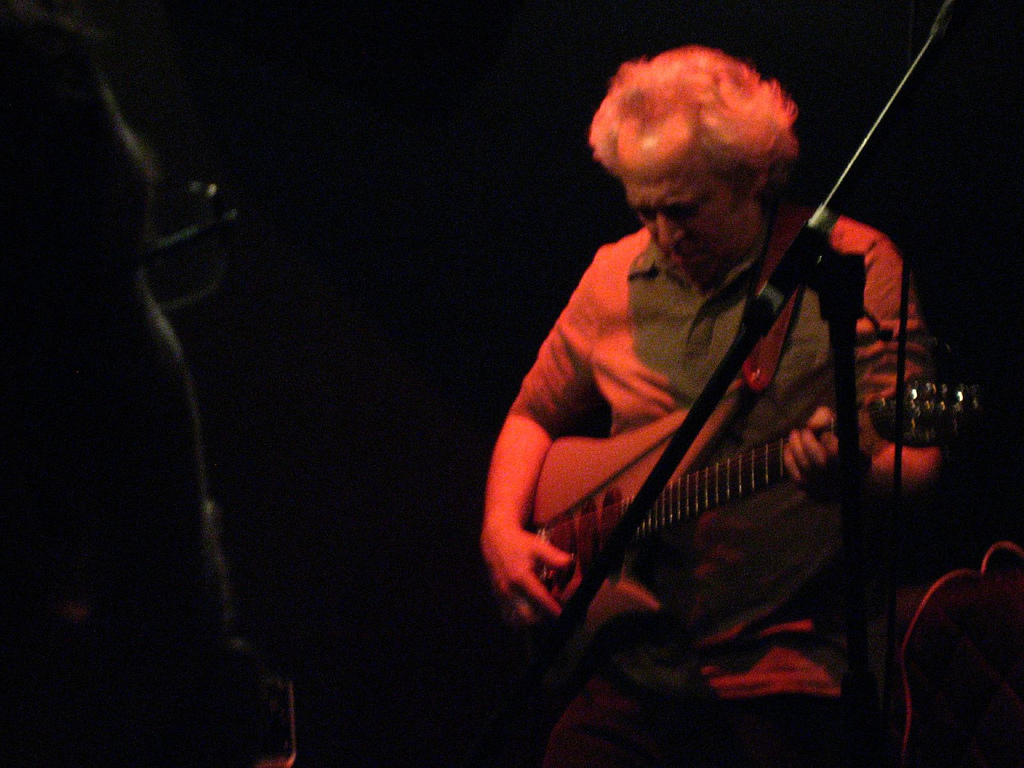
David Torn

Torn veröffentlichte mehrere Alben als Bandleader, außerdem auch eine Reihe von CD-ROMs mit musikalischem Material zur Benutzung durch andere Musiker. Daneben arbeitete er u. a. mit David Bowie, k.d. lang, John Legend, Tori Amos, Tony Levin, Mick Karn, David Sylvian, Chocolate Genius, Michael Shrieve, Steve Roach, Patrick O’Hearn, Andy Rinehart, Matt Chamberlain, Me’shell Ndegeocello, Karl Berger und Don Cherry.
Einige seiner Solo-Platten sind tatsächlich fast vollkommen im Alleingang aufgenommen worden. Torn arbeitet mit Schlagzeug- und Gitarren-Loops sowie Halleffekten, verfremdet den Sound seiner Gitarren und erzeugt so eine eigene musikalische Welt zwischen hypnotischen Klanggebirgen und schrägtaktigen Grooves. Auf der CD What Means Solid, Traveller? weist er eigens darauf hin, dass es bei den Aufnahmen keine Synthesizer gab, und wenn man einen Klang nicht zuordnen könne, solle man davon ausgehen, dass es eine Gitarre sei.
Auch als Filmmusiker wurde Torn bekannt. Er arbeitete hier vorwiegend mit Carter Burwell und George S. Clinton, außerdem auch Howard Shore und Ryuichi Sakamoto zusammen und wirkte als Gitarrist an den Soundtracks von Filmen wie Kalifornia (1993), Three Kings (1999), Traffic (2000) und A Knight’s Tale (2001) mit. Seit 2000 komponierte er auch die Soundtracks zu mehreren Filmen. Für Believe in Me erhielt er beim Jackson Hole Film Festival 2006 den The Cowboy Award of Best Core.
Torn betreibt ein eigenes Tonstudio, die Cell Labs und ist auch unter dem Namen SPLaTTeRCeLL bekannt. Auch sein Sohn Elijah B Torn ist als Musiker bekannt.

## Diskografie
- Everyman Band mit Marty Fogel, Bruce Yaw, Michael Suchorsky (ECM 1982)
- Best Laid Plans mit Geoffrey Gordon, 1984
- Cloud About Mercury mit Bill Bruford, Mark Isham, Tony Levin, 1986
- Door X mit Chris Botti, Bill Bruford, Gary Burke, Geoffrey Gordon, Mick Karn, Douglas Lunn, Vida Vierra, Antony Widoff, Kurt Wortman, 1990
- Storyville [Original Soundtrack] mit Carter Burwell und Geoffrey Gordon, 1992
- Polytown mit Mick Karn und Terry Bozzio, 1994
- Tripping Over God, 1995
- What Means Solid, Traveller? mit Cannonball Adderley, Will Calhoun, Fima Ephron, Mitch Mitchell, Gota Yashiki, 1996
- GTR OBLQ mit Vernon Reid, Elliott Sharp, 1998
- Prezens mit Tim Berne, Matt Chamberlain, Tom Rainey, Craig Taborn, 2007
- Only Sky solo, 2015
- David Torn / Tim Berne / Ches Smith: Sun of Goldfinger (ECM, 2019)
- Sunny Five: Candid (Intakt, 2024, mit Tim Berne, Marc Ducret, Devin Hoff, Ches Smith)

## Filmografie (Auswahl)
- 2010: Alles muss raus (Everything Must Go)
- 2014: Für immer Single? (That Awkward Moment)